# Леђа
Леђа су стражњи дио трупа. Обухватају дио од рамена и потиљка до стражњице. Налазе се са супротним странама од прса и трбуха. Подијељена је на два симетрична дијела, лијеви и десни са средишњом окомитом линијом, коју чине ртни наставци пршљенова. Леђа су прекривена кожом, која је тања него на другим дијеловима торза и са мање длака, а испод ње се налазе леђни мишићи, који су повезани са мишићима рамена и врата. Такођер се састоје и костију, лигамената и живаца. Леђни мишићи су: најшири леђни мишић, горњи стражњи назупчани мишић, доњи стражњи назупчани мишић, велики ромбасти мишић, мали ромбасти мишић, трапезни мишић и мишић подизач лопатице. Леђа имају велику улогу у кретању и флексибилности, дају потпору глави. Могу се помицати и савијати при покретима. Болови у доњем делу леђа (крижобоља, лумбаго) чести су поремећаји мишића и костију леђа, а захваћају готово 40% људи током живота. Крижобоља је акутна ако траје мање од 6 седмица, а хронична ако траје више од 12 седмица.

## Значај кичме
Значај спина је вишеструк. У овом случају, помињемо да кичма штити кичмену мождину од повреде. У исто вријеме, кичма даје чврстоћу и подршку тијелу, глава, у којој је мозак мозга, као дио централног нервног система, наставља кичмену мождину која пролази кроз спинални канал. Канал је сачињен од коштаних отвора у сваком уганућу. Изван шиљака настављају се периферни нерви који оживљавају цијело тијело. Чаролија се састоји од трептаја, а сваки заокрет са сусједним и горе и доле представља зглоб. Имајући у виду да кости коштане масе нису фрустриране, постоји диск сваке пулпи који је направљен од плућног меког ткива, са функцијом амортизације покрета и трења ресица кости кичме. Компактност, чврстоћа и еластичност кичме обезбеђена је другим меким ткивом које почиње и завршава са коштаном масом ражња. Било која радна или спортска активност или активност свакодневног живота, ако је неправилна или нагла, или траје дуго, може изазвати бол у лумбалном дијелу леђа. Бол се обично повезује са следећим активностима:  неправилно подизање терета у дизању тегова, гдје се труп ротира и ротира, нагло кретање ротације, савијања или ротације и истезања трупа ,дуготрајно сједење , дуготрајна вожља аутомобилом , дуготрајно ходање , дуготрајно стајање , лош положај у току спавања . 

## Разлика између бола у горњем и доњем дијелу леђа
Бол у леђима може се јавити или у горњем дијелу леђа (торакални дио леђа - дио леђа где се спајају ребра) или у доњи дио леђа.Бол у горњем дијелу леђа може да се осјети у горњој половини леђа као и у раменима и врату. То се може десити као посљедица оштећења лигамената и тетива које су превише растегнуте, на примјер током саобраћајне несреће или током тренинга. Велики мишићи горњег дијела леђа такође су склони иритацији мишића или миофацијалном болу због свакодневног трошења или једноставно због недостатка снаге.Лоше држање, гојазност и слаби трбушни мишићи могу додатно оштетити равнотежу кичменог стуба, што тонира грло да би се савијало како би се надокнадила равнотежа. Такође, стрес и емоционални стрес могу да утичу на стезање мишића. Притисак због држања може посебно допринјети хроничном болу у врату, горњем дијелу леђа и рукама. Насупрот томе, бол у доњем дијелу леђа се осјећа у подножју леђа. Бол у доњем дијелу леђа може бити узрокована тешким предметима, прекомјерним истезањем мишића доњег дијела леђа или директном повредом или несрећом. Ови догађаји могу изазвати ожиљке или доњи дио леђа, што доводи до болова, а понекад и до трзања мишића. Прекомјерна тежина, пушење и стрес такође могу допринјети боловима у доњем дијелу леђа. У неким случајевима бол у доњем дијелу леђа може бити посљедица одређених болести, укључујући болести костију, артритис, вирусне инфекције или абнормалности кичме.